# Cassian Lohest
Cassian Jean Pascal Marie Joseph Lohest (Lhoest) (* 2. Januar 1894 in Lüttich; †  7. Januar 1951 ebenda) war ein belgischer Politiker der Katholischen Partei sowie der Parti social chrétien (PSC).

## Biografie
Nach dem Schulbesuch studierte er Rechtswissenschaft. Während des Ersten Weltkrieges meldete er sich 1914 freiwillig zum Militärdienst in den Belgischen Streitkräften und wurde zum Kriegsende 1918 zum Unterleutnant befördert. Anschließend setzte er sein Studium fort und war nach seiner Promotion zum Doktor der Rechtswissenschaften und einem Praktikum bei dem bekannten Juristen Paul Tschoffen 1920 als Rechtsanwalt am Appellationsgericht von Lüttich tätig.
Daneben begann er 1930 eine politische Laufbahn mit der Wahl zum Mitglied des Gemeinderates von Lüttich. Danach war zwischen 1936 und 1939 Mitglied des Senats der Provinz Lüttich. Daneben war er Präsident der La Ligue des Travailleurs chrétiens sowie Journalist bei La Gazette de Liège. Während des Zweiten Weltkrieges war er Strafverteidiger von festgenommenen Belgiern vor deutschen Kriegsgerichten.
Nach dem Ende des Zweiten Weltkrieges wurde er als Vertreter des Arrondissements Lüttich zum Mitglied des Senats gewählt und gehörte diesem bis zu seinem Tod 1951 an.
1950 wurde er als Nachfolger von Paul Struye, der zum Präsidenten des Senats gewählt wurde, Mitglied des Nationalen Parteivorstandes der Christelijke Volkspartij (CVP)-Centre Démocrate Humaniste|Parti social chrétien (PSC). Kurz darauf wurde er am 24. Dezember 1950 für seine politischen Verdienste mit dem Ehrentitel Staatsminister gewürdigt.

## Veröffentlichungen
- Cassian Lohest / Gaston Kreit: La défense des Belges devant le Conseil de Guerre Allemand, 1945. Digitalisat (PDF; 18 MB)